# ايرسبيد أكسفورد
ايرسبيد أكسفورد (بالإنجليزية: Airspeed Oxford)‏ هي طائرة تدريب متقدم، بمحركين. أنتجت في المملكة المتحدة. من صناعة ايرسبيد المحدودة. كان أول طيران لها في 19 يونيو 1937. صنع منها 8,586 طائرة.